# Soke
 Der er for få eller ingen kildehenvisninger i denne artikel, hvilket er et problem. Du kan hjælpe ved at angive troværdige kilder til de påstande, som fremføres i artiklen.

Soke (kanji: 宗家 : hiragana: そうけ) er en japansk titel der betyder "familieoverhoved" eller "stormester". Oversættelsen af soke til "stormester" er ikke en bogstavelig oversættelse, men den anvendes dog fx i Bujinkans officielle oversættelse af Soke Masaaki Hatsumis titel. Det kan betyde én der er leder af en skole (ryu) eller en mester i en speciel stil. 
Soke bliver nogle gange – fejlagtigt, oversat med "grundlægger af en stil" fordi mange moderne soke er første generation af deres stilart (shodai soke), og dette betyder at der er både soke og grundlægger. Dog er efterfølgerne af den oprindelige shodai soke også selv tituleret som soke. Soke er normalt anset som værende den højeste autoritet inden for en stilart, og har fuld kontrol over emner som gradueringer, pensa, doktriner og disciplin. En soke har ligeledes autoriteten til at udstede et menkyo kaiden. Et certifikat der viser at en person har mestret alle aspekter af sin stil.
I nogle skoler, som Kashima-Shinryu er der en lignende position kaldet Shihanke (katakana: 師範家 : hiragana: しはんけ), der betyder noget i retning af "familiens instruktør" der udfylder en lignende rolle. I nogle stilarter der har både soke og shihanke er det muligt at soke udelukkende er en ærestitel der går i arv mens det er shihanke der er ansvarlig for den egentlige undervisning.
Den udbredte brug af ordet "soke" er kontroversielt i kampsports/kampkunstkredse. Traditionelt set blev soke kun sjældent brugt i Japan, typisk kun inden for meget gamle stilarter – på trods af at det er blevet et mere eller mindre normalt udtryk brugt for ledere af skoler, stiftet gennem de sidste få årtier, der gerne vil genskabe en rekonstruere de ældre stilarter. 